# Arrondissement di Montluçon
L'arrondissement di Montluçon è un arrondissement dipartimentale della Francia situato nel dipartimento dell'Allier, nella regione dell'Alvernia-Rodano-Alpi.

## Storia
Fu creato nel 1800, sulla base dei preesistenti distretti.

## Composizione
L'arrondissement è composto da 106 comuni raggruppati in 12 cantoni:
- cantone di Cérilly
- cantone di Commentry
- cantone di Domérat-Montluçon-Nord-Ovest
- cantone di Ébreuil
- cantone di Hérisson
- cantone di Huriel
- cantone di Marcillat-en-Combraille
- cantone di Montluçon-Est
- cantone di Montluçon-Nord-Est
- cantone di Montluçon-Ovest
- cantone di Montluçon-Sud
- cantone di Montmarault

| Controllo di autorità | VIAF (EN) 151395533 · LCCN (EN) n89600842 · J9U (EN, HE) 987007562762605171 |